# San Andrés y Sauces
San Andrés y Sauces (Eigenbezeichnung auch Villa y Ciudad de San Andrés y Sauces) ist eine der 14 Gemeinden der Kanareninsel La Palma.

## Geografie

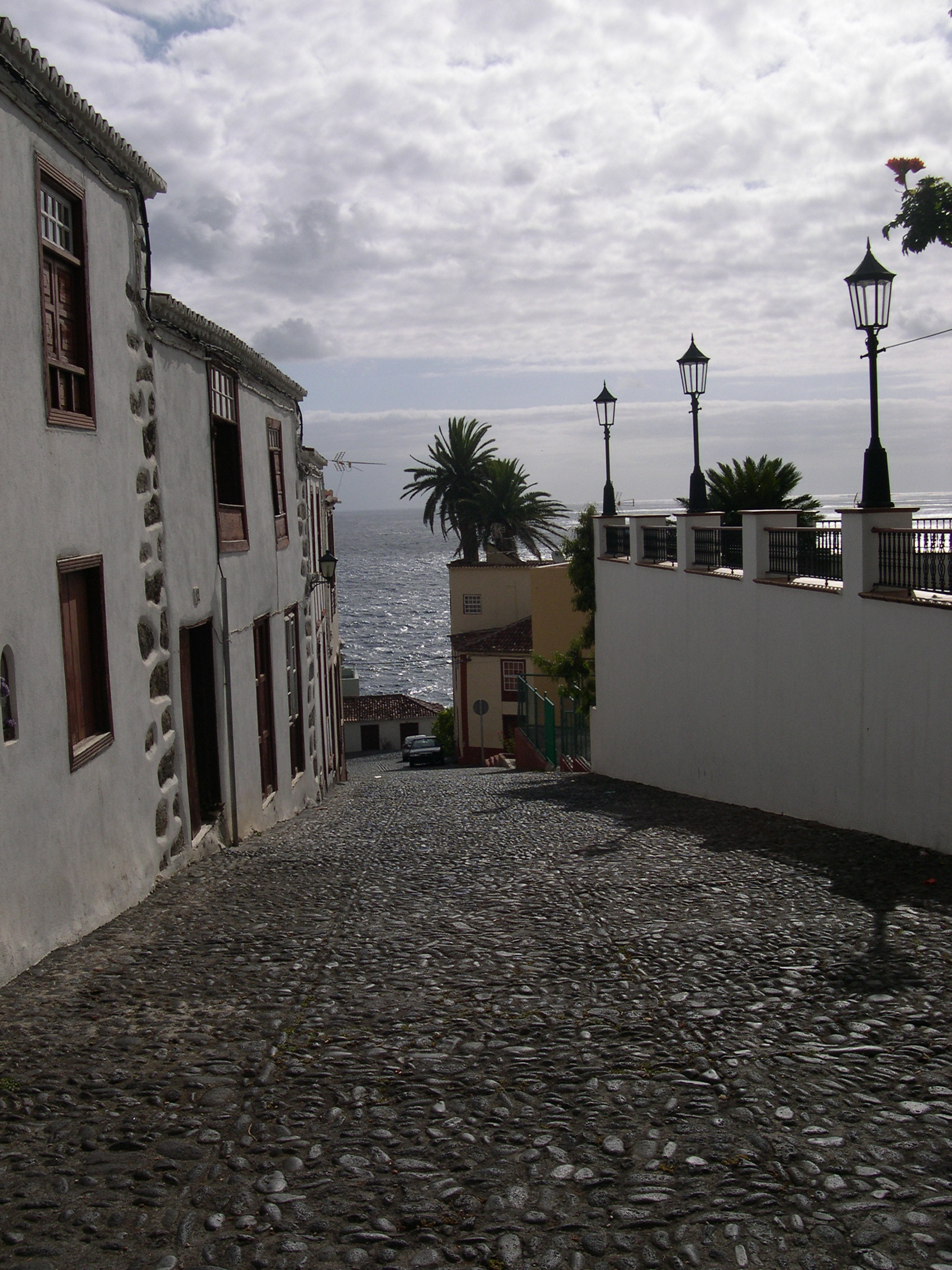
Alte Straße in San Andrés

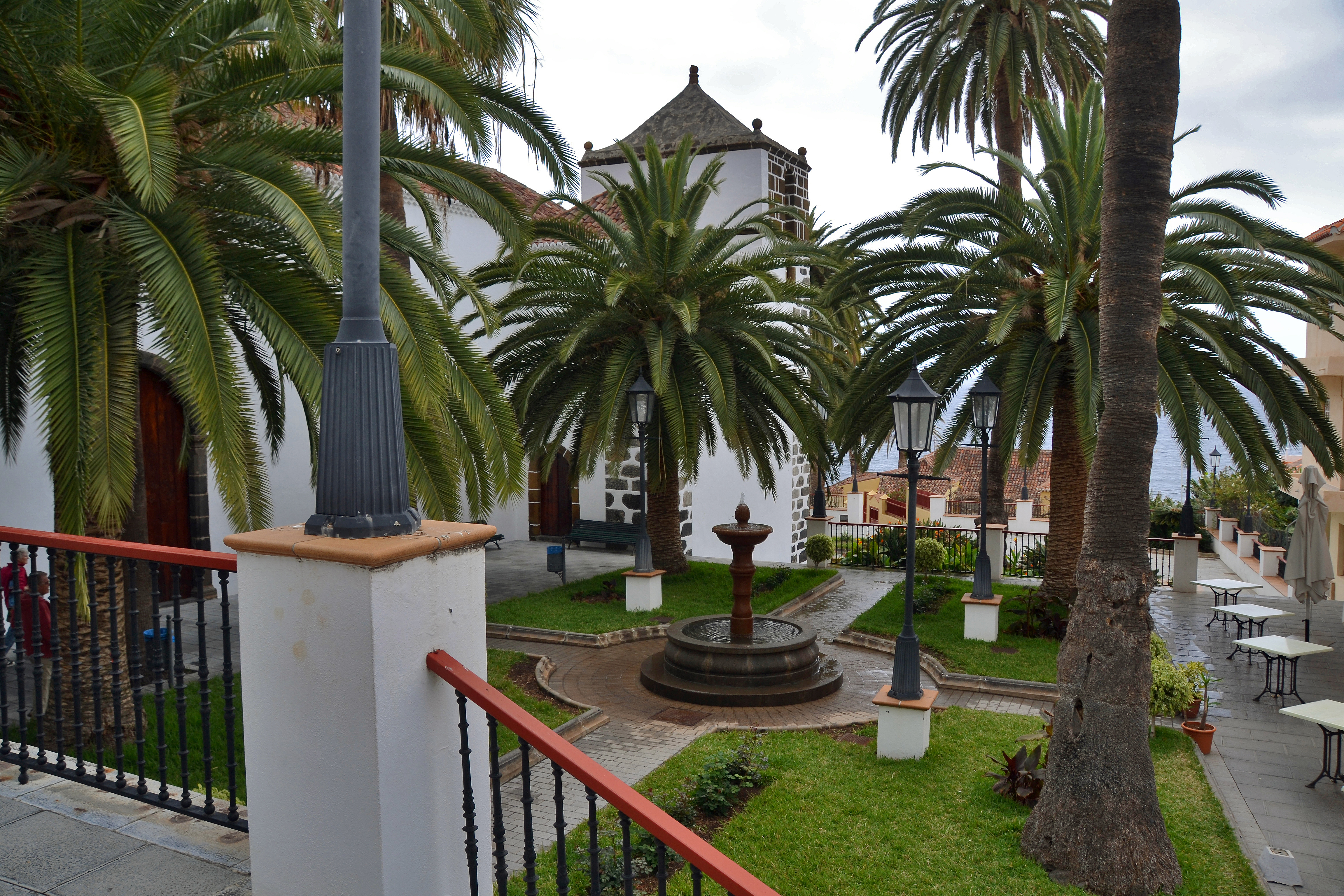
Platz an der Kirche San Andrés Apóstol

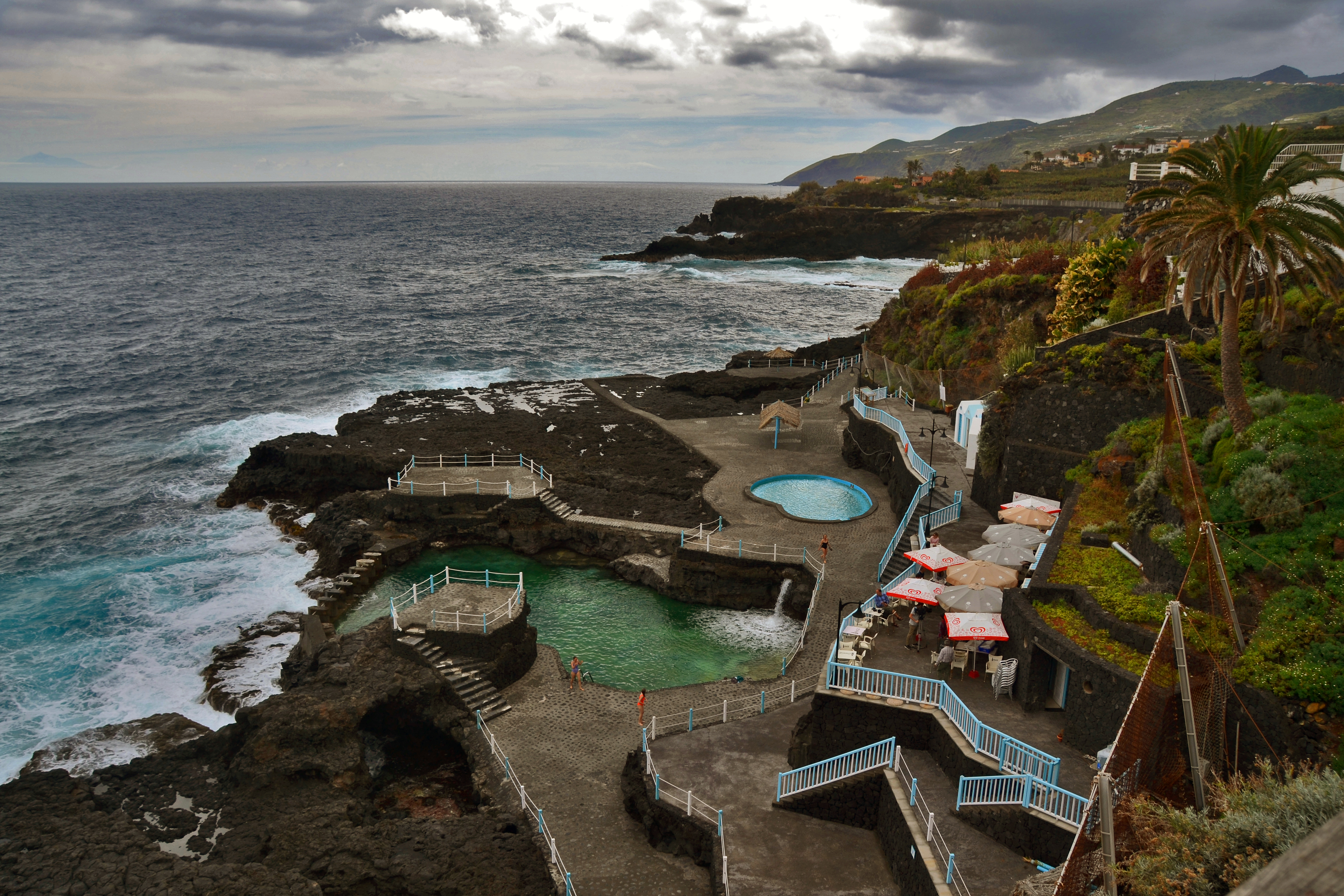
Charco Azul (März 2017)

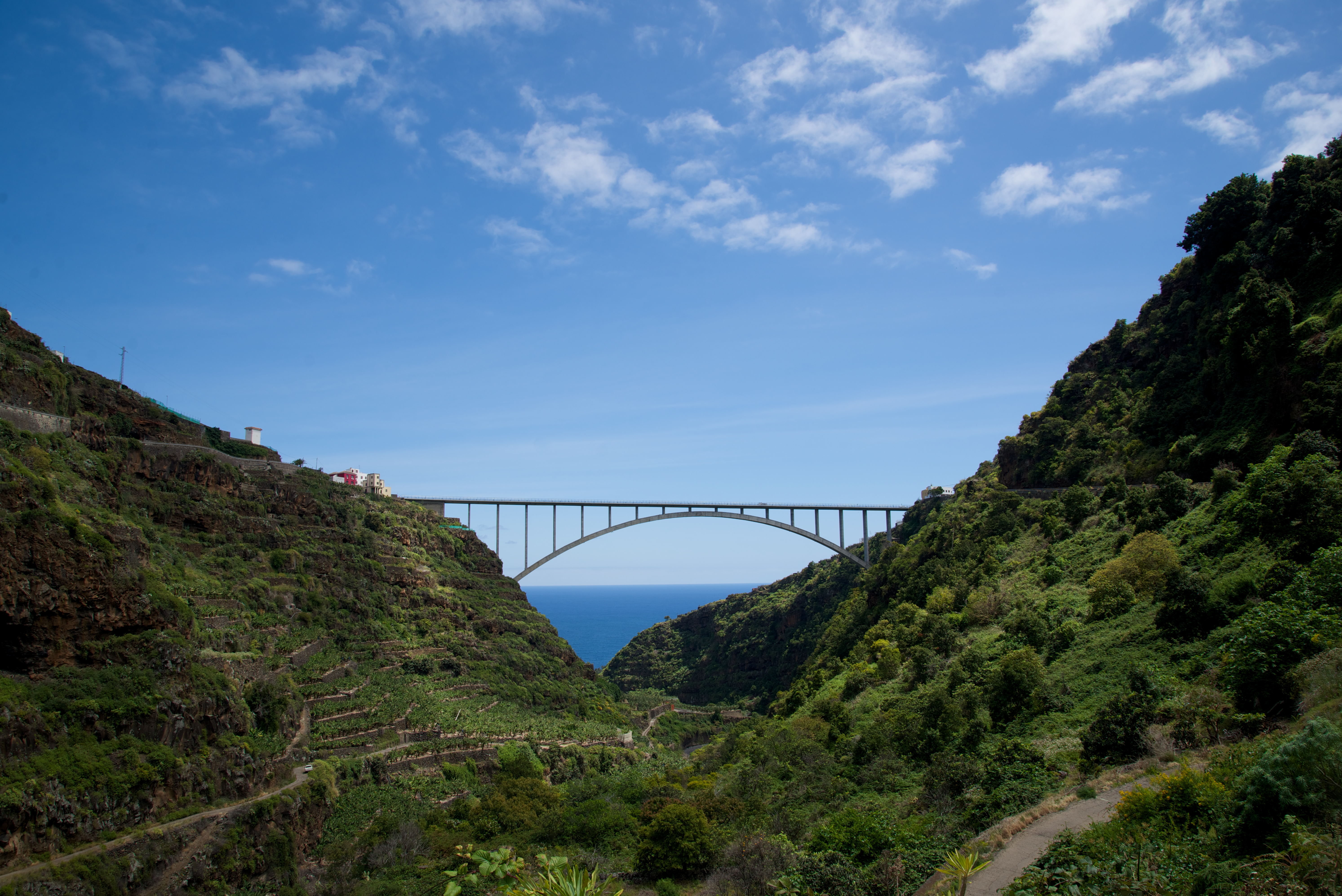
Brücke von Los Tilos

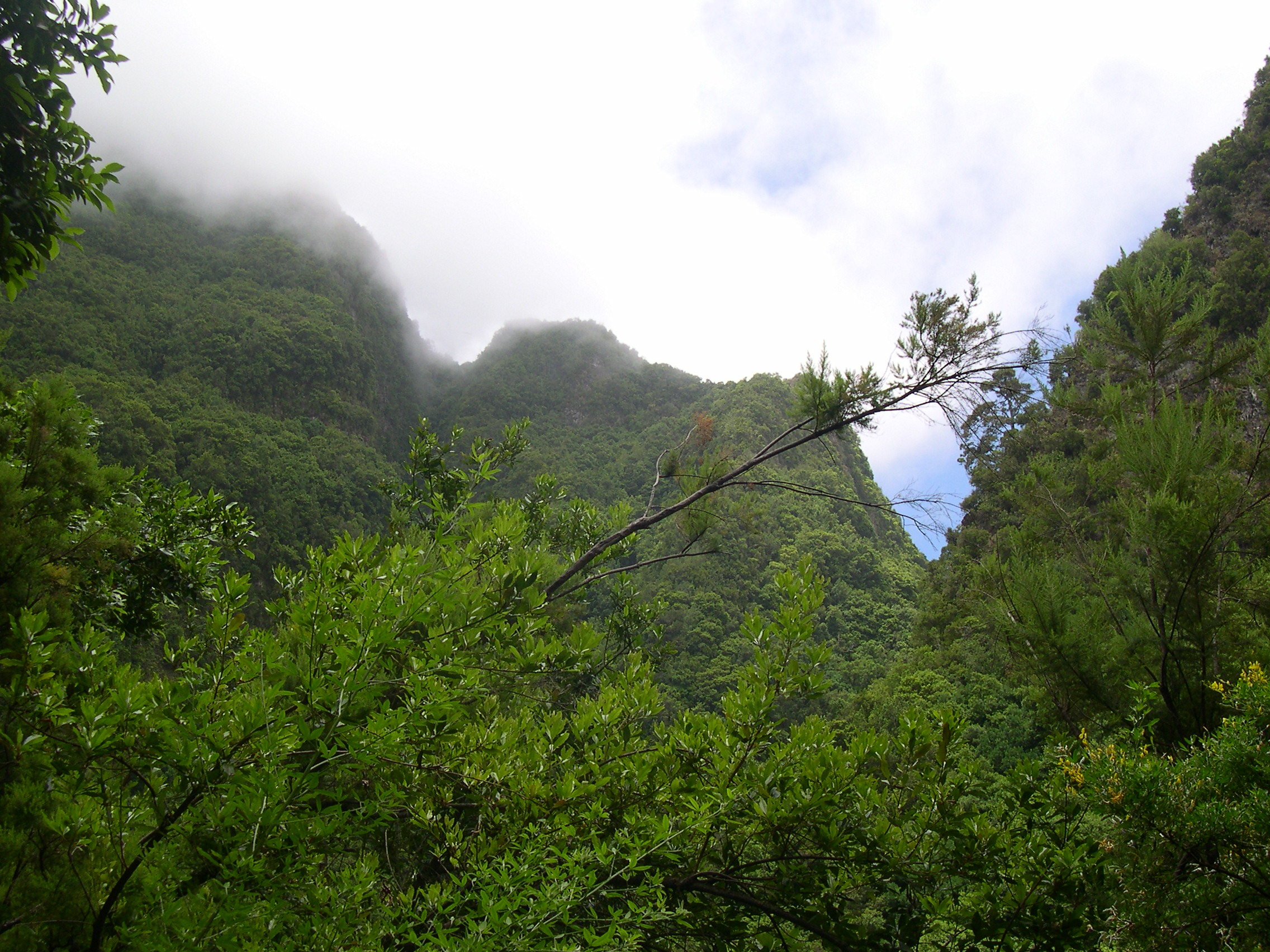
Lorbeerwald Los Tilos

Die Gemeinde San Andrés y Sauces befindet sich im Nordosten La Palmas und grenzt im Norden an die Gemeinde Barlovento und im Süden an die Gemeinde Puntallana. Beide Orte sind geografisch voneinander getrennt. Im städtischen Los Sauces befindet sich eine der größten Kirchen La Palmas, die Nuestra Señora de Montserrat aus dem 16. Jahrhundert, welche flämische Kunstschätze beherbergt. Gegenüber der Kirche liegt der Park Antonio Herrera mit seinen Gärten.
Der ältere Ort San Andrés mit seiner historischen Altstadt liegt direkt an der Küste zwischen großen Bananen-Plantagen. Bereits wenige Jahre nach der Eroberung der Insel erhielt San Andrés Stadtrechte und war lange Zeit administratives Zentrum im Nordosten La Palmas. An der gepflegten Plaza befindet sich die Kirche San Andres Apostol, die zu Ehren des Schutzheiligen im Jahre 1515 erbaut wurde.
Nördlich von San Andrés liegen das Naturschwimmbecken Charco Azul und der kleine Fischerhafen Puerto Espíndola.
In den Ortsteilen Las Lomadas und Los Galguitos befinden sich die Wallfahrtskapellen San Pedro Apostol und San Juan Bautista, beide aus der Zeit kurz nach der spanischen Eroberung.

### Los Tilos
Los Tilos, ein 511 Hektar großer Lorbeerwald in der Gemeinde, wurde 1983 von der UNESCO zum Biosphärenreservat La Palma ernannt. La Palma war somit die erste spanische Insel, die diese internationale Anerkennung erhielt. 1998 wurde das Gebiet auf eine Fläche von 13.000 Hektar erweitert, die etwa 16 % der Inselfläche abdeckt. Damit wurden die nordöstlichen Gemeinden der Insel, Barlovento, Puntallana, San Andrés y Sauces und teilweise auch Santa Cruz de La Palma eingebunden.
Der Wasserreichtum in der Region Los Tilos schuf über einen Jahrmillionen anhaltenden Erosionsprozess die tiefen Schluchten des Barranco del Agua mit einer üppigen Vegetation, die heute aus einer der größten noch zusammenhängenden Lorbeerwälder der Erde besteht. Hier wachsen neben großen Farnen zahlreiche, teils endemische Lorbeerarten. Da vor etwa 100 Jahren im oberen Bereich des Barrancos das Quellwasser abgeleitet wurde, ist dieser Erosionsprozess weitgehend zum Stillstand gekommen. Das tief eingeschnittene Flussbett, das durchwandert werden kann, ist noch Zeuge dieses vergangenen Prozesses.
Das Gebiet Los Tilos besitzt ein kleines Besucherzentrum, angelegte Wanderwege und Aussichtspunkte.

## Geschichte

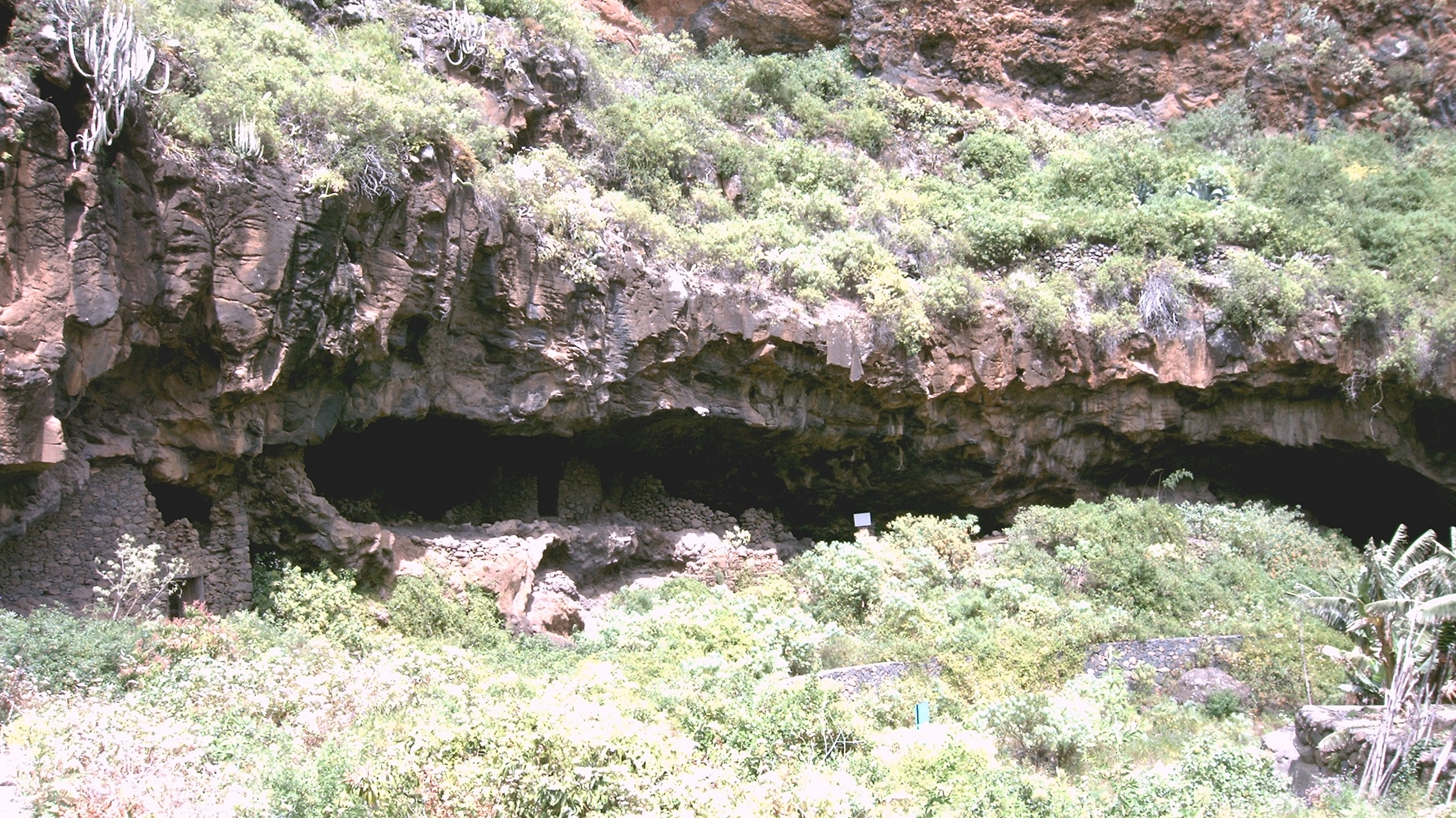
Guanchenhöhle Cueva del Tendal

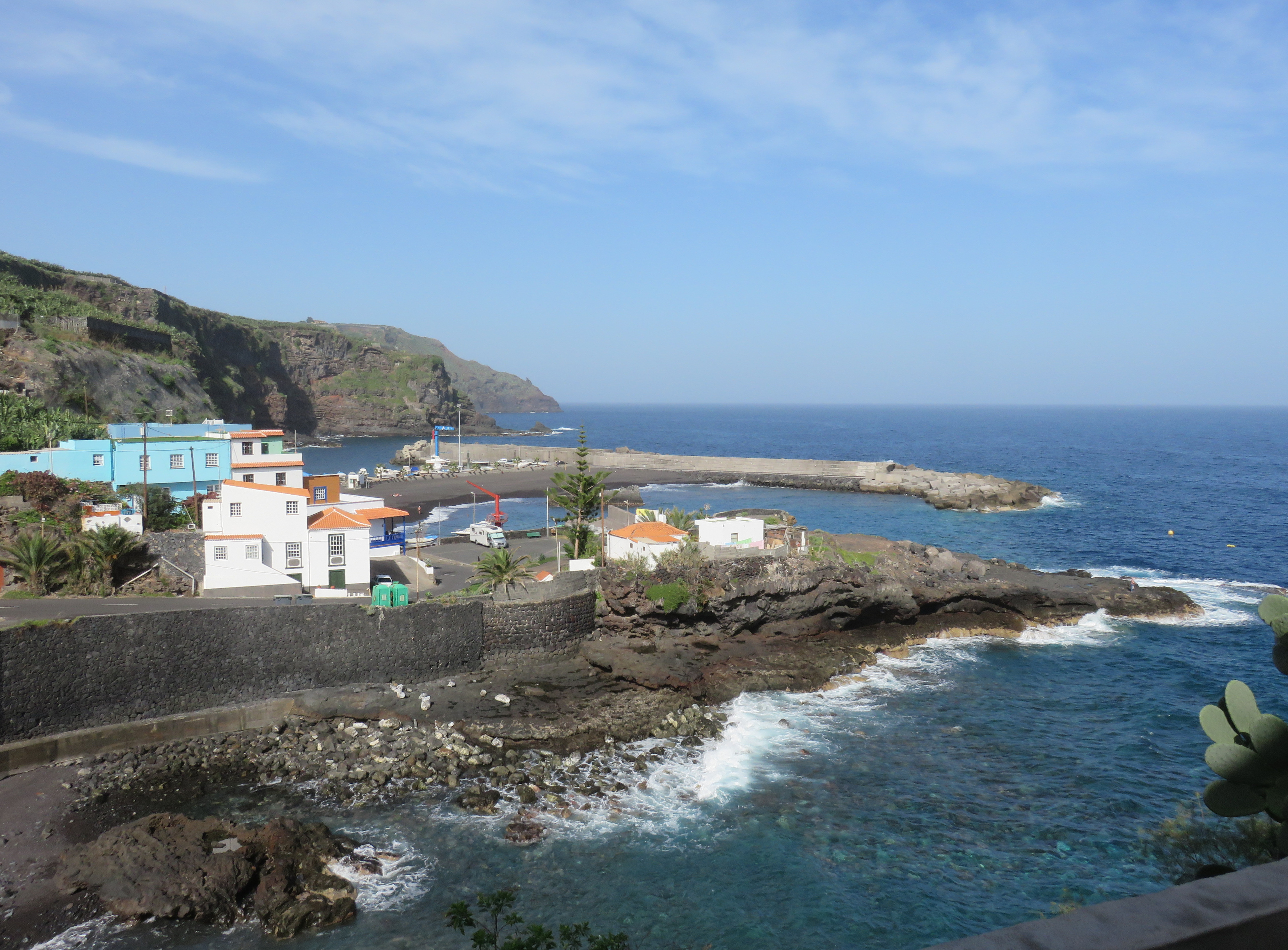
Puerto Espíndola

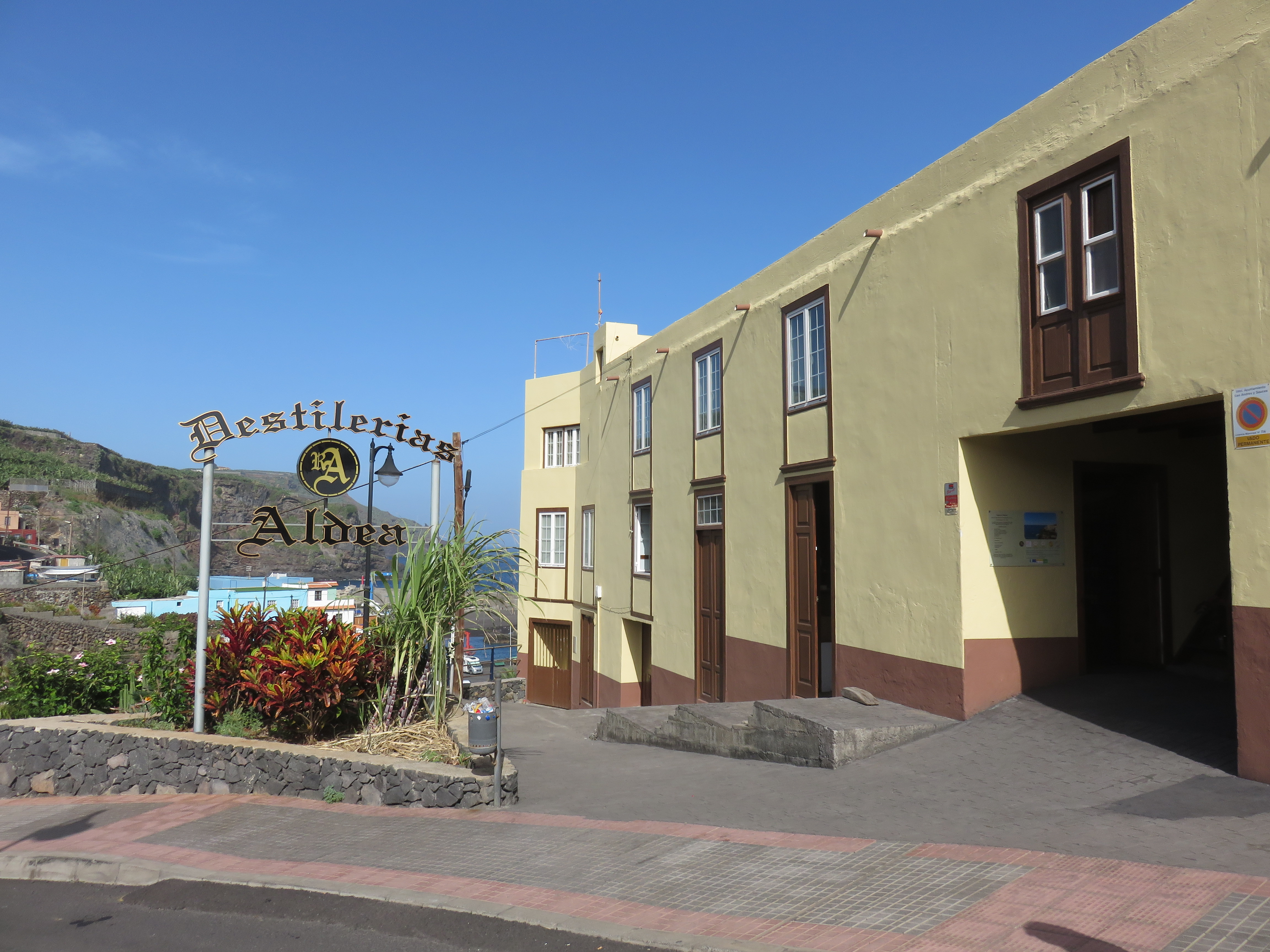
Destilerias Aldea in San Andres, im Hintergrund Puerto Espíndola

### Cuevas del Tendal
Im Barranco de San Juan der Gemeinde San Andrés y Sauces befinden sich die weiträumigen Guanchenhöhlen Cuevas del Tendal mit ehemals 16 Räumen der Anwohner sowie zwei Sammelgrabhöhlen (Nekropole). Im Umfeld der Höhle befanden sich mehrere Hüttendörfer.
Auf der Südseite des Barrancos wurde das Informationszentrum El Tendal errichtete, das neben der Höhle Belmaco in Mazo und Zarcita Zarza in Garafía die dritte prähispanische Stätte auf La Palma ist.

### Zuckerrohranbau
Bereits kurz nach der Eroberung La Palmas durch die Spanier im 16. Jahrhundert wurde in den fruchtbaren und wasserreichen Gebieten von San Andrés y Sauces und in Argual und Tazacorte großflächig Zuckerrohr angebaut.
Über den Río de Los Sauces (Fluss von den Weiden) verfügte San Andrés y Sauces reichlich über Wasser. Erfahrungen mit dem bereits praktizierten Zuckerrohranbau und der Verarbeitung auf Madeira und Gran Canaria wurden von den holländischen und katalanischen Landbesitzern auf La Palma genutzt. Der Export des begehrten Zuckers nach Europa bescherte den Landbesitzern Reichtum, der in den stattlichen Herrenhäusern von San Andrés heute noch erkennbar ist.
Der kleine Hafen Puerto Espíndola wurde für die Verschiffung des Zuckers nach Übersee eigens angelegt, da es zu der Zeit noch keine befahrbare Landverbindung nach Santa Cruz mit seinem Hafen gab.
Mit dem Anbau der Zuckerrübe in Europa im 19. Jahrhundert kam die Zuckerrohrgewinnung weitgehend zum Erliegen und nahm San Andrés eine bedeutende Einnahmequelle. Zuckerrohr wird jedoch bis heute in San Andrés und Barlovento zur Destillation von Rum angebaut.
Die Zuckerrohrproduktion auf La Palma betrug 1914 etwa 250 Tonnen in San Andrés und Barlovento und etwa 290 Tonnen in Argual und Tazacorte. 2003 wurden in San Andrés und Barlovento etwa 150 Tonnen Zuckerrohr gewonnen.
Über mehrere Generationen ist ein Familienbetrieb in San Andrés in der Rumgewinnung tätig, der eine Zuckerrohrmühle und Destilliergeräte betreibt. Die Besonderheit des Rums zeichnet sich durch die „direkte Destillation“ des frischen Zuckerrohrsaftes aus.
Geschichte und Produktionsverfahren werden im Zuckerrohr- und Rummuseum, das sich im Gebäude der Destilerias Aldea befindet, dargestellt.

## Wirtschaft
Der Haupterwerbszweig der Gemeinde ist die Landwirtschaft. Das vorherrschende Anbauprodukt ist seit Anfang des 20. Jahrhunderts die Banane, deren Plantagen große Landflächen der Gemeinde bis zu einer Anbauhöhe von 300 Metern überdecken und einen großen Wasserbedarf haben.
Zur Wasserversorgung der Landwirtschaft wurden in der Gemeinde vier Wasserspeicher, Adeyahamen (Fassungsvermögen 350.016 m³) Wasserspeicher, Bediesta (170.000 m³) Wasserspeicher, Las Lomadas (103.800 m³) Wasserspeicher und Los Galguitos (108.225 m³) Wasserspeicher angelegt.

## Bevölkerung und Orte der Gemeinde
Die Bevölkerungszahlen in Klammern stammen aus dem Jahr 2013.
- Los Sauces (2.317)
- San Andrés (267)
- Quinta Zoca (255)
- Hoya Grande (235)
- Garachico (249)
- Verada de Las Lomadas (225)
- Verada Bajamar (154)
- El Cardal (104)
- El Tanque (133)
- Llano El Pino (122)
- Ramirez (71)
- Orotava (73)
- Bermudez (77)
- Llano La Palma (62)
- San Juan (43)
- El Roque (42)
- San Pedro (28)
- Fuente Nueva (16)

### Bevölkerungsentwicklung
Seit den 1960er-Jahren nimmt die Bevölkerung nahezu kontinuierlich ab (1960–2013: −27,9 %).
| Jahr | Einwohnerzahl | Veränderung |
| ---- | ------------- | ----------- |
| 1900 | 3.409         |             |
| 1910 | 3.977         | +568        |
| 1920 | 4.160         | +183        |
| 1930 | 4.616         | +456        |
| 1940 | 5.568         | +952        |
| 1950 | 5.990         | +422        |
| 1960 | 6.208         | +218        |

| Jahr | Einwohnerzahl | Veränderung |
| ---- | ------------- | ----------- |
| 1970 | 5.399         | −809        |
| 1981 | 5.345         | −54         |
| 1990 | 5.492         | +147        |
| 2001 | 5.263         | −229        |
| 2005 | 5.086         | −177        |
| 2013 | 4.473         | −613        |